# Palazzo Piccolomini (Sienne)
Pour les articles homonymes, voir Piccolomini.
Le Palazzo Piccolomini est un palais citadin de  Sienne, situé  via Banchi di Sotto, à  l'angle de la via Rinaldini. Il est aujourd'hui le siège des Archives d'État de Sienne et donne accès au musée de la Biccherna.

## Histoire
Principale résidence de la famille Piccolomini, le palais fut construit en 1469 par  Pietro Paolo Porrina, sur les dessins de Bernardo Rossellino. 
De style renaissance florentine, il comporte plusieurs  étages séparés par des cornice marcapiano, équipés de fenêtres géminées et sa façade est surmontée d'une corniche de toit surplombante. 
L'intérieur a été restructuré par Giuseppe Partini en 1887. 

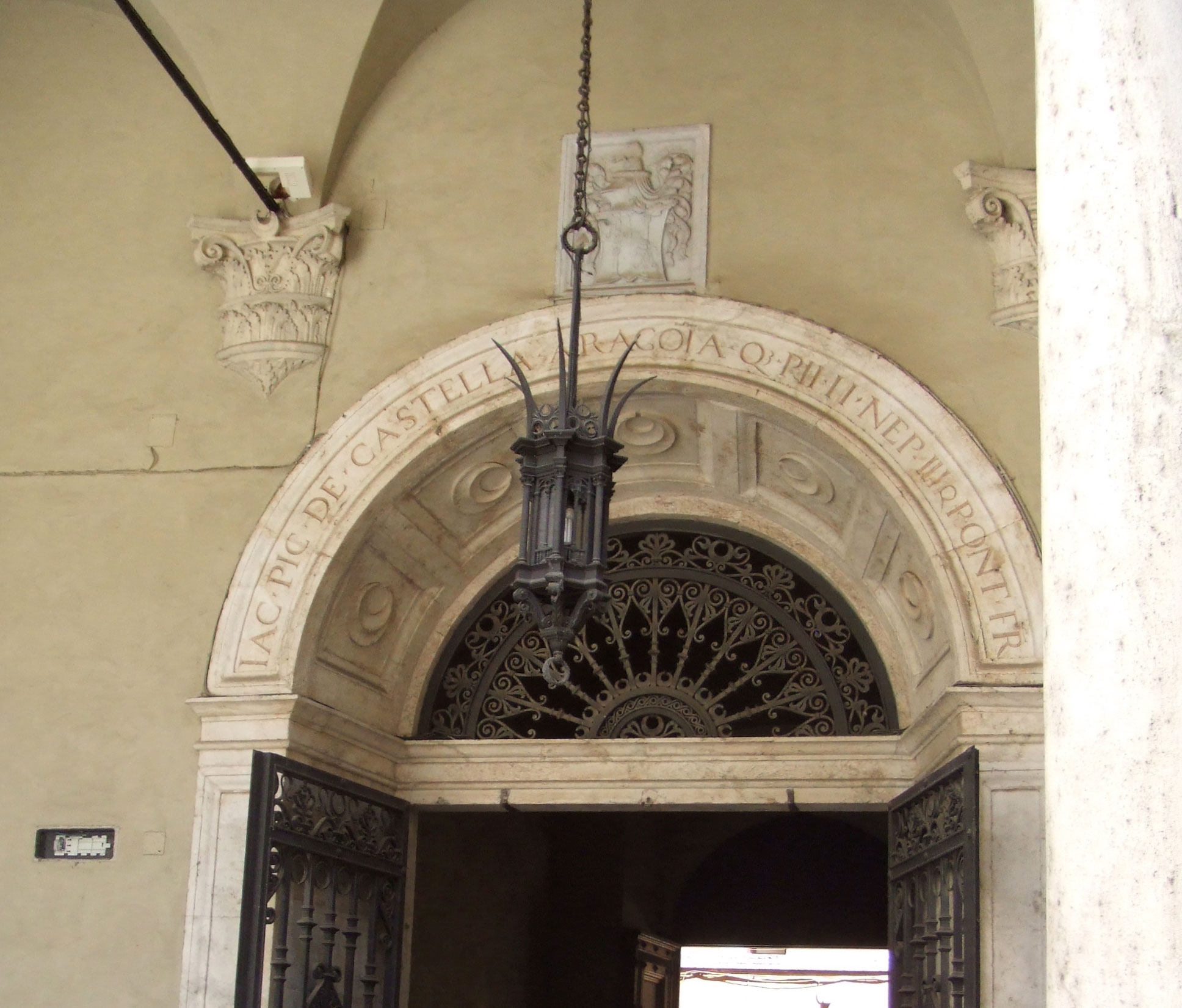
Porche et lanterne de fer forgé.